# Женское нательное бельё

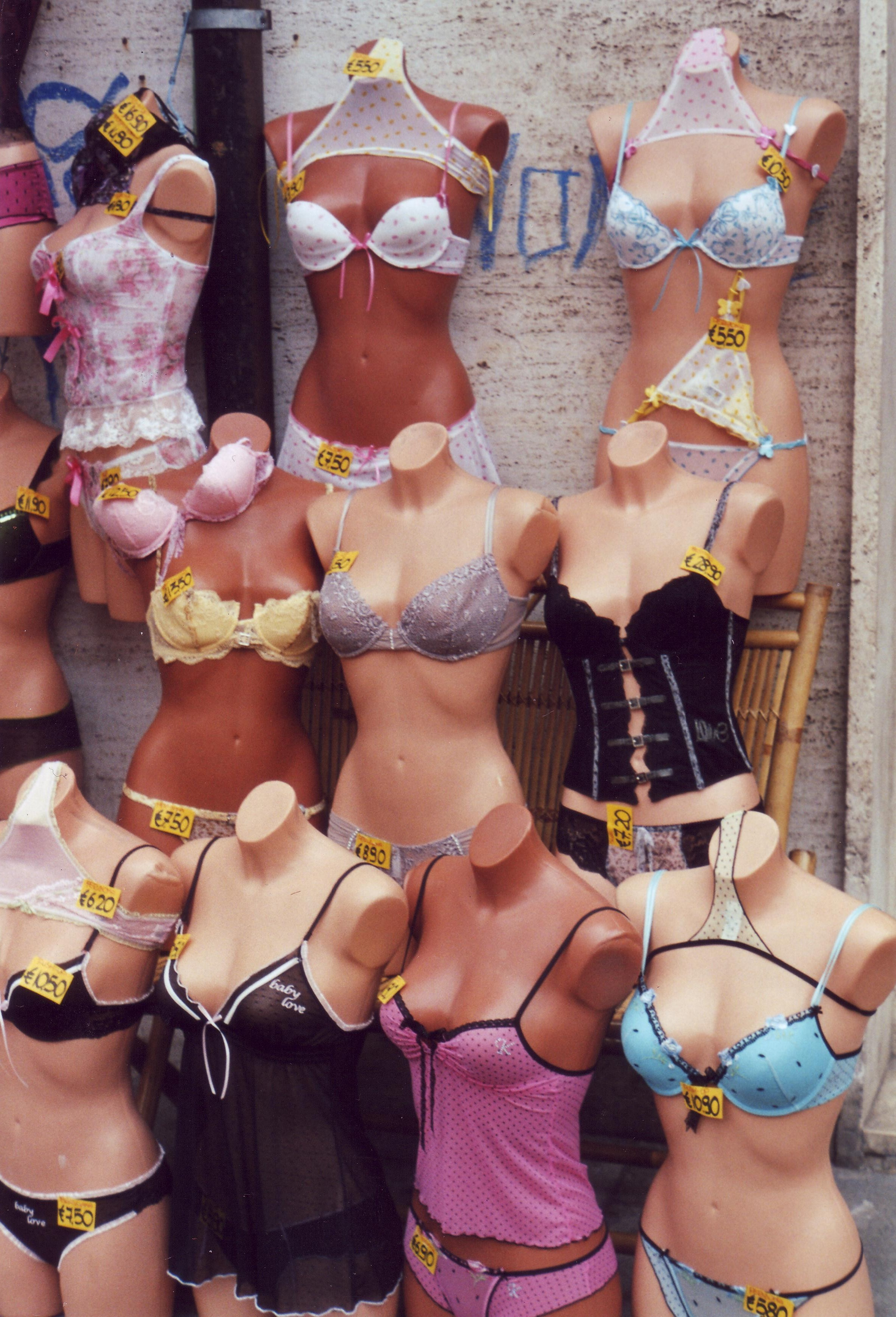
Различные виды женского нижнего белья

Же́нское нате́льное бельё (женское нижнее бельё) — женская одежда, надеваемая непосредственно на тело и предназначенная для создания благоприятных гигиенических условий. В разряд такого белья, как правило, относятся комбинации, дневные и ночные сорочки, спальные пижамы, бюстгальтеры, трико и некоторые другие элементы дамского гардероба. Пошив женского нательного белья осуществляется из различных тканей (шёлка, батиста, маркизета и т. п.) в зависимости от назначения, для его декоративной отделки используются гипюр, вышивка, кружева, аппликация, тесьма и т. п.

## Происхождение
Первые попытки по созданию нижнего белья предпринимались в странах Древнего мира (Греция, Египет, Рим). Набедренную повязку носили мужчины, женщинам приходилось пропускать между ног ткань и прикреплять её к поясу, закрывающему бёдра. В Древнем Риме носили туники, на которую надевали плащ или тогу. Для стройности грудь и бёдра обматывали бинтами. Женщины использовали кожаные нагрудные повязки, чем-то напоминающие современный бюстгальтер. В средние века женщины носили нижнюю рубашку из льна, хлопка или шерсти с длинными рукавами — камизу. В эпоху Возрождения простой крой заменяется усложнённым, добавляется шнуровка и повышается степень отделки.
Со второй половины XX века демонстрация нижнего белья на публике становится нормой. Нижнее бельё носит эстетический характер, переходя в произведение искусства. Французский модельер Шанталь Томасс предложила концепцию «верхнего нижнего белья» — нижнее бельё, как и другие виды одежды, стало средством самовыражения.

## Разновидности
Из всех видов одежды женское нижнее бельё выделяется наибольшим разнообразием типов и фасонов, среди которых:
- Бандо — внешне похоже на ленту из ткани, которую носят вокруг груди.
- Боди — сплошной купальник с застёжкой на крючках или кнопках снизу.
- Бюстгальтер — прикрывает, поддерживает и приподнимает грудь.
- Бюстье — бюстгальтер с косточками без бретелей, чашечки которого закрывают грудь только наполовину, совмещённый с коротким корсетом.
- Грация — корсет без шнуровки.
- Комбинация — объединение двух предметов: сорочки и панталон.
- Корсаж — часть женского платья, охватывающая верхнюю часть тела.
- Корсет — подтягивает талию и выпрямляет осанку.
- Колготки — чулки-рейтузы из шерсти, хлопка или синтетических материалов.
- Майка — трикотажная рубашка без рукавов.
- Неглиже — лёгкое, простое домашнее платье.
- Нижняя юбка — лёгкая юбка, надеваемая под обычную юбку или платье.
- Ночная рубашка — вид нижнего белья для сна.
- Панталоны — закрывают тело книзу от пояса, обычно до колен.
- Пеньюар — разновидность женского халата.
- Подвязки — полоска эластичной ткани, чтобы чулок не сползал с бедра.
- Пояс для чулок — пояс на застёжке, к которому крепятся подвязки для чулок.
- Сорочка — из лёгкой ткани для верхней части тела.
- Тедди (одежда) — соединённый с трусиками бюстгальтер, своеобразный кружевной вариант слитного купальника.
- Топ — открытая короткая маечка.
- Турнюр — вид подушечки, которая подкладывалась под платье для придания фигуре пышности
- Женские трусы
  - трусы-шорты — с одинаковой высотой передней и боковой деталей.
  - слип — это закрытые трусики, полностью закрывающие ягодицы.
  - стринги — задняя деталь таких трусов представляет собой узкую полоску.
  - танга — с высокой линией бедра, боковая деталь — тонкая полоска.
  - тонг — маленькие трусики, стремящиеся минимально прикрыть зону бикини.
- Халат — длиннополая одежда, запахивающаяся или застёгивающаяся сверху донизу.
- Чулки — вид одежды для нижней части ног.